# Mycetia listeri
Mycetia listeri är en måreväxtart som beskrevs av Debendra Bijoy Deb. Mycetia listeri ingår i släktet Mycetia och familjen måreväxter. Inga underarter finns listade i Catalogue of Life.